# 假名遣
假名遣（日语：／ kana zukai */?）是指日語假名的使用方法。
此處有兩層意思，一是指同一個詞有兩種表記方法時應該使用哪種規範。尤其是，對同一個音位必須使用多個不同的假名的時候假名遣的規範就顯得格外重要。在這個意義下的「假名遣」分為「現代假名遣」和「歷史假名遣」。
第二個意義與規範無關，而是討論假名本身以前是怎樣使用的。例如「 上代特殊假名遣」「夏目漱石的假名遣」等等。
本條目陳述第一種意義下的「假名遣」。

## 概要
當出現關於使用假名的方法的問題時，有以下几种可以考慮的解決方法。
1. 假名遣解消論。把多種使用假名的方法都當做對的，比如寫作等等皆可[2]。
2. 表音仮名遣。同一個音只以用同一個假名表示為正確。比如永遠將寫成[2]。
3. 歴史仮名遣。只將有傳通根據的一種寫法當做正確的[2]。
4. 人為設定規範與規則。只將人為設定的一種當做正確的，不一定有學術上的根據或合理性[3]。

假名遣是指在其中2-4那樣需要選擇唯一一個正確的寫法時使用的規範。在這種情況下有時會產生關於確立基準的爭論。
作為規範的假名遣，最早出現在鎌倉時代由藤原定家執行。但是這並沒有廣泛傳播到整個社會全體。以社會全體為單位統一進行假名遣的確立的是明治時代開始的事情。第二次世界大戰後作為國語改革的一環的「現代假名遣」公佈，有時被稱為「新假名遣」，而戰前的假名遣則有時被稱「旧假名遣」或「歷史假名遣」。在「現代假名遣」公佈的40年後其改訂版「現代假名遣」公佈，並被使用至今。現在，歷史假名遣一般用於古典文章或俳句、短歌等等。但是歷史假名遣並非由萬葉集或源氏物語時代開始一直使用至二戰前：歷史假名遣是在17世紀末之後才被學術地規定出來的。甚至有意見認為將古典文章用歷史假名遣書寫時近代以來的事情。

### 假名遣和發音
在明治政府統一假名遣以前，對同一個發音使用多種不同的假名的現象很常見。例如將「折る」的假名寫成「おる」或「をる」。但在此基礎上，即便是同一個「を」字也有不同種字體，有以漢字「乎」為原型的假名也有以「遠」為原型的假名。本條目主要討論前者的問題，而不討論後者「變體假名」或「異體假名」的問題。例如曾經存在將假名shi在詞頭以外的地方寫成現在的「し」，而在詞頭寫成以「志」為原型的字体的時代。這種字體上的區別，有時稱之為「假名文字遣」，以與「假名遣」作區別。
所謂統一假名遣，是指同一個詞永遠用同一種寫法，並非「按照發音來書寫」。「假名遣」中同一個發音也可能因為詞的不同而使用不同的假名，所以按照發音書寫的並非「假名遣」。
另外在關於假名遣的議論之中，特別是對「表音式假名遣」持反對立場中，有「發音因人而異所以不可能存在表音式假名遣」的觀點（例如時枝誠記）。但是這種情況下的「發音」指的是說話的發聲語音。假名遣所討論的問題並非語音，而是音位（音韻），即對同一個音韻是統一用同樣的假名還是區分使用不同的假名。

### 「假名遣」和「正書法」
假名遣屬於正書法的一種。但是，相對於正書法是用來規範一個一個詞，假名遣在詞之上還將詞還原到一個一個字的水平。比如關於英語的bough和bow的區別，不存在w的「羅馬字遣」這種說法，但是對於日語我們可以說和的假名遣。
另外假名遣不考慮日語的音便現象（為發音方便而產生的音變）或讀癖問題（慣用的特殊讀音）
。例如寫作但讀成「 (yonde)」，反過來表示「ヨンデ (yonde)」這個詞的時候幾乎很少有人主張寫成。這種場合下慣例是順從音韻的歷史變化而按照發音來寫。

## 腳註
1. ↑  「仮名遣い」『日本語学研究事典』。
2. 1 2 3 4  橋本進吉「仮名遣について」。
3. ↑  白石、12・83-6頁・第8章。
4. ↑  築島（1986）、8-9頁。
5. ↑  築島（1986）、7-8頁。
6. ↑  築島（1986）、8頁。
7. ↑  白石、165-6頁。
8. ↑  今野（2014）、193頁。
9. ↑  橋本。
10. ↑  江湖山、第2部第1章。
11. 1 2  『言語学大辞典第6巻術語編』三省堂、1996年。
12. ↑  江湖山、第2部第4章。

## 外部連結
- 文化庁国語施策情報システム* 送り仮名の付け方（文化庁）
- （页面存档备份，存于）
- 橋本進吉博士著作集（言葉 言葉 言葉）[永久]